# Hermonassa dispiloides
Hermonassa dispiloides là một loài bướm đêm trong họ Noctuidae.